# Maxwell Lewis
Pour les articles homonymes, voir Lewis.
Maxwell Lewis, né le  27 juillet 2002 à Las Vegas dans le Nevada, est un joueur américain de basket-ball évoluant au poste d'ailier et mesurant 1,99 m.

## Biographie

### Carrière universitaire
Entre 2021 et 2023, il joue pour les Waves de Pepperdine à l'université Pepperdine.

### Carrière professionnelle

#### Lakers de Los Angeles (2023-2024)
Il est choisi en 40e position par les Nuggets de Denver puis immédiatement transféré vers les Lakers de Los Angeles lors de la draft 2023.

#### Nets de Brooklyn (2024-2025)
Le 29 décembre 2024, il est transféré en direction des Nets de Brooklyn avec D'Angelo Russell contre Dorian Finney-Smith et Shake Milton.

## Palmarès

### Professionnel
- Vainqueur du NBA In-Season Tournament 2023.

### Universitaire
- Second-team All-WCC en 2023
- WCC All-Freshman team en 2022

## Statistiques

### Universitaires
| Saison    | Équipe     | Matchs | Titul. | Min./m | % Tir | % 3pts | % LF | Rbds/m. | Pass/m. | Int/m. | Ctr/m. | Pts/m. |
| --------- | ---------- | ------ | ------ | ------ | ----- | ------ | ---- | ------- | ------- | ------ | ------ | ------ |
| 2021-2022 | Pepperdine | 21     | 2      | 19,6   | 42,2  | 36,3   | 80,4 | 3,24    | 1,19    | 1,14   | 0,52   | 11,05  |
| 2022-2023 | Pepperdine | 31     | 31     | 31,4   | 46,9  | 35,1   | 78,7 | 5,68    | 2,81    | 0,84   | 0,77   | 17,06  |
| Carrière  | Carrière   | 52     | 33     | 26,6   | 45,4  | 35,6   | 79,1 | 4,69    | 2,15    | 0,96   | 0,67   | 14,63  |